# NGC 6534
NGC 6534 est une galaxie lenticulaire à anneau située dans la constellation du Dragon. Sa vitesse par rapport au fond diffus cosmologique est de 8 047 ± 35 km/s, ce qui correspond à une distance de Hubble de 118,7 ± 8,3 Mpc (∼387 millions d'al). NGC 6534 a été découverte par l'astronome américain Lewis Swift en 1886.

## Formation d'étoiles dans l'anneau
En général, les galaxies lenticulaires de type SO sont considérées comme « rouges et mortes », mais NGC 6534 présente une région de formation d'étoiles dans l'anneau qui l'entoure. L'abondance d'oxygène dans les régions HII de l'anneau est comparable à celle du Soleil. Cependant, NGC 6534 a vu la formation d'étoiles s'arrêter durant les 100 à 200 deniers millions d'années, alors que dans une autre galaxies à anneau (MCG 11-22-015), la formation d'étoiles a commencé il y a seulement quelques millions d'années. Les anneaux des deux galaxies seraient de nature différente : celui de NGC 6534 est un anneau de résonance dont le gaz provient peut-être d'effets de marée alors que celui de MCG 11-22-015 provient de l'accrétion de galaxies satellites. L'accrétion récente de gaz s'est produit dans les deux cas.

## Identification de NGC 6534
Toutes les sources consultées identifient NGC 6534 à PGC 61126,,, sauf deux. Le professeur Seligman soutient que c'est un objet inexistant ou perdu à proximité de PGC 61126 et Wolfgang Steinicke identifie NGC 6534 à PGC 61090 située au nord-ouest de PGC 61126.

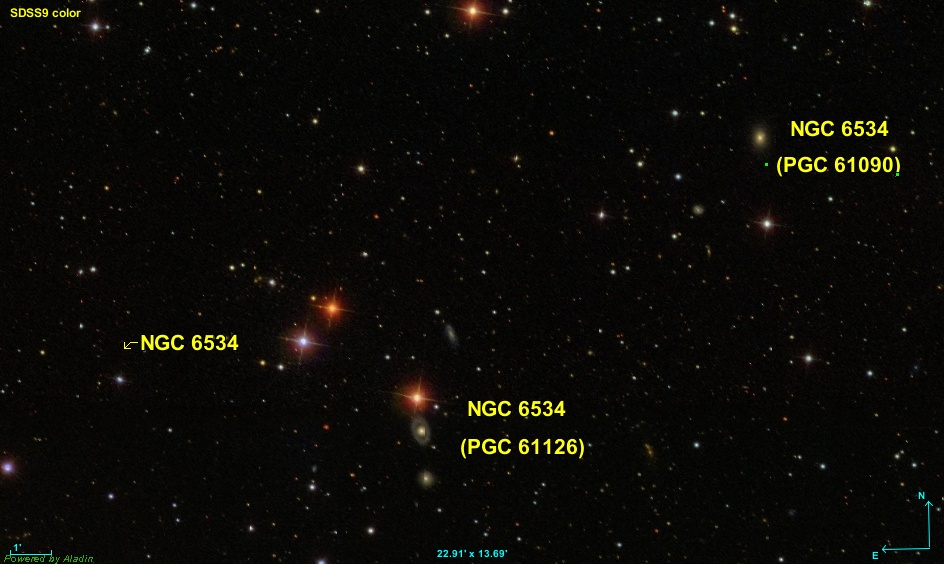
Trois identifications différentes pour NGC 6534.